# 野田健
野田 健（のだ たけし、1944年〈昭和19年〉2月20日 - ）は、日本の警察官僚。第82代警視総監、内閣危機管理監。

## 来歴
東京都出身。東京大学法学部第3類（政治コース）卒業後、警察庁に入庁。滋賀県警察本部長、警察庁刑事局暴力団対策部長、警察庁刑事局長、警察庁長官官房長を経て、1999年（平成11年）8月26日、警視総監に就任。
2002年（平成14年）に退官後は、日本道路交通情報センター理事長を経て2004年（平成16年）から2008年（平成20年）まで内閣危機管理監を務めた。2015年9月、原子力損害賠償・廃炉等支援機構副理事長に就任。

## 略歴
- 1966年（昭和41年） 国家公務員採用上級甲種試験（行政）合格
- 1967年（昭和42年）3月 東京大学法学部第3類（政治コース）卒業
- 1967年（昭和42年）4月 警察庁入庁
- 1988年（昭和63年）3月 警視庁警務部参事官
- 1989年（平成元年）4月1日 滋賀県警察本部長[2]
- 1991年（平成3年）1月14日 警察庁長官官房総務課長[2]
- 1991年（平成3年）11月 内閣総理大臣秘書官
- 1993年（平成5年）9月10日 警察庁刑事局暴力団対策部長
- 1995年（平成7年）9月8日 警察庁刑事局長
- 1996年（平成8年）12月3日 警察庁長官官房長
- 1999年（平成11年）8月26日 警視総監
- 2002年（平成14年）8月2日 退官
- 2002年（平成14年）10月 財団法人日本道路交通情報センター理事長
- 2004年（平成16年）1月23日 内閣危機管理監
- 2008年（平成20年）5月16日 依願免本官
- 2008年（平成20年）7月1日 財団法人公共政策調査会理事長
- 2009年（平成21年）6月 ニッセイ同和損害保険株式会社社外監査役
- 2011年（平成23年）9月 原子力損害賠償・廃炉等支援機構理事
- 2015年 (平成27年) 9月 原子力損害賠償・廃炉等支援機構副理事長
- 2020年 (令和2年) 10月 原子力損害賠償・廃炉等支援機構副理事長退任

## 特記事項
- 滋賀県警本部長時代の記憶に残る事件として比叡山女子大生殺人事件を挙げている[2]。滋賀県での赴任期間は1年9か月であったが、琵琶湖の安全条例、リフレッシュ休暇制度導入、スーパーポリスマン構想などの職務を手掛けた[2]。休日には滋賀県内を巡り、滋賀県には歴史と文化がさりげなく点在していると評価した[2]。1991年からの警察庁長官官房総務課長の職務については「各府県警察間の潤滑油的役割」と話している[2]。